# Mario Delfino
Mario Delfino (* 29. November 1955 in Bergamo, Italien) ist ein Schweizer Betroffener fürsorgerischer Zwangsmassnahmen und Mitglied der Leitungsgruppe im Projekt «Gesichter der Erinnerung».

## Leben
Mario Delfino kam 1955 in Bergamo als Mario Aristide Flavio, Sohn von Jolanda Alborghetti und Enrico Airoldi, zur Welt. Seine Mutter trat mit ihm nach ihrer Scheidung ins Mutter-und-Kind-Heim von Bergamo ein. Sie starb dort, als Mario drei Jahre alt war. Mario Delfino hat keine Erinnerung an sie. Der Vater anerkannte ihn nicht als Sohn. Er wurde im Heim gut betreut.
Am 1. April 1960 wurde er von einem Ehepaar Delfino in Thalwil im Hinblick auf eine Adoption abgeholt und 1963 adoptiert. Das überforderte Ehepaar misshandelte ihn. Zwischendurch war er in einem Heim in Altdorf untergebracht. Nach einem Knabenstreich wurde er 1968 durch den Jugendanwalt in die durch einen katholischen Orden geführte Arbeitserziehungsanstalt St. Georg bei Knutwil (LU) eingewiesen. Dort wurde er misshandelt und sexuell missbraucht. Als bei einem Polizeieinsatz Spuren der Misshandlungen zum Vorschein kamen, wurde er 1972 aus dem Heim entlassen.
Der Jugendanwalt wollte ihn wieder versorgen, aber eine Sozialarbeiterin und später Pfarrer Sieber nahmen sich seiner an. Er konnte eine Lehre absolvieren. Bis zu seiner Pensionierung arbeitete er, teilweise mit seiner Frau zusammen, als engagierter Sigrist in Oerlikon und als Schulhauswart an der Schule Rütihof in Zürich.
Mario Delfino ist verheiratet mit Katharina, geb. Aschwanden. Das Ehepaar hat einen Sohn und ein Enkelkind.

### Aufarbeitung der fürsorgerischen Zwangsmassnahmen und Fremdplatzierung
2018 wurde Mario Delfino vom Bundesamt für Justiz als Opfer von fürsorgerischen Zwangsmassnahmen und Fremdplatzierungen anerkannt. Er ist Mitglied der Projektleitung im Verein «Gesichter der Erinnerung». Auf Bitte von Guido Fluri nahm er am 2. März 2019 an einem Empfang bei Papst Franziskus teil, an welchem dieser sich für die von katholischen Geistlichen begangenen Missbräuche an Jugendlichen entschuldigte. Mario Delfino tritt an zahlreichen Veranstaltungen, in Schulen und Fachhochschulen auf.

## Zeitungs- und Zeitschriftenartikel
- Regula Pfeifer: Betroffener Mario Delfino: «1000 Missbrauchsfälle? Das ist ein Witz.» In: kath.ch, 25.9.2023 (Link)
- Daniel Jung: «Es war wie der Hauch des Todes». Mario Delfino (67) wurde als Teenager von Mönchen gefoltert und sexuell missbraucht. In: Blick, 12.9.2023 (Link)
- Regula Pfeifer: Mario Delfino: «Bruder Richard zwang mich im Beichtstuhl zu sexuellen Handlungen.» In: kath.ch, 29.8.2023 (Link)
- Lucien Rahm: Mario Delfino erlebte im Kinderheim Altdorf eine gewaltfreie Zeit – in Knutwil kam es aber zu schweren Übergriffen. In: Bote der Urschweiz, 21.11.2022 (Link)
- Lea Buser: Schläge und sexuelle Gewalt: «Du bist gebrochen, seelisch kaputt». In: Tages-Anzeiger, 8.11.2022 (Link)

## Dokumentarfilme
- Simon Christen: Heim- und Verdingkinder – Die Aufarbeitung eines grossen Unrechts. SRF, Reihe DOK, 51 Min., 9.4.2023 (Link zu Play SRF, )
- (ohne Autorenname): Im Heim missbraucht. 2.10.2020, 3 Min. (Link auf Facebook)
- Christian Rentsch: Papst trifft Missbrauchsopfer. In SRF, Tagesschau, 2 Min., 2.3.2019 (Link Play SRF)

## Radiobeitrag
- Franco Battel: Zur Strafe vom Priester missbraucht. 2.3.2019, anlässlich der Begegnung mit Papst Franziskus (Link)